# رونالد وود
رونالد وود (3 يونيو 1929 في المملكة المتحدة - 22 مايو 1990) (بالإنجليزية: Ronald Wood)‏ هو لاعب كريكت بريطاني.